# Hammond Ciesar All-Americans 1939-1940
La stagione 1939-40 degli Hammond Ciesar All-Americans fu la 3ª nella NBL per la franchigia.
Gli Hammond Ciesar All-Americans arrivarono quarti nella Western Division con un record di 9-19, non qualificandosi per i play-off.

## Roster
| N° | Naz.                   | Ruolo | Sportivo         | Anno | Alt. | Peso |
| -- | ---------------------- | ----- | ---------------- | ---- | ---- | ---- |
|    | Stati Uniti (bandiera) | GA    | Bobby Neu        | 1917 | 185  | 79   |
|    | Stati Uniti (bandiera) | AC    | Dar Hutchins     | 1915 | 196  | 88   |
|    | Stati Uniti (bandiera) | AC    | Pim Goff         | 1912 | 193  | 86   |
|    | Stati Uniti (bandiera) | G     | Glynn Downey     | 1915 | 183  | 82   |
|    | Stati Uniti (bandiera) | GA    | Jim Currie       | 1916 | 188  | 84   |
|    | Stati Uniti (bandiera) | GA    | Chuck Chuckovits | 1912 | 185  | 79   |
|    | Stati Uniti (bandiera) | AC    | Vince McGowan    | 1913 | 198  | 94   |
|    | Stati Uniti (bandiera) | AC    | Joe Sotak        | 1914 | 188  | 95   |
|    | Stati Uniti (bandiera) | AC    | Nick Yost        | 1915 | 193  | 100  |
|    | Stati Uniti (bandiera) | GA    | George Hogan     | 1915 | 185  | 77   |
|    | Stati Uniti (bandiera) | G     | Tommy Nisbet     | 1916 | 178  | 75   |
|    | Stati Uniti (bandiera) | GA    | Dale Hamilton    | 1919 | 183  | 82   |
|    | Stati Uniti (bandiera) | G     | Gordon McComb    | 1917 | 178  | 73   |
|    | Stati Uniti (bandiera) | A     | Bones Spudich    | 1912 |      |      |
|    | Stati Uniti (bandiera) |       | Al Hanisko       | 1909 |      |      |
|    | Stati Uniti (bandiera) | GA    | Hale Swanson     | 1914 | 191  | 91   |

## Staff tecnico
- Allenatori: Lou Bourdreau, Eddie Ciesar, Leo Bereolos (8-13)